# 아델하이트 폰 작센마이닝겐 공녀
작센마이닝겐의 애들레이드(영어: Adelaide of Saxe-Meiningen, Adelaide Louise Theresa Carolinie Amelia, 1792년 8월 13일 ~ 1849년 12월 2일)은 영국 국왕 윌리엄 4세의 왕비. 작센마이닝겐의 게오르크 1세의 장녀로써, 마이닝겐에서 태어났다. 독일 이름은 아델하이트 루이제 테레자 카롤리네 아멜리아(Adelheid Louise Theresa Caroline Amelia von Sachsen-Meiningen).
1817년, 섭정 왕자 조지(조지 4세)의 장녀이자 레오폴 1세의 배우자였던 웨일스 공녀 샬럿 오거스타가 죽자, 국왕 조지 3세의 뒤를 이을 왕위계승자가 아이를 낳지 못하는 상황에 봉착했다. 섭정에게도, 차남 요크 공 프레더릭 오거스터스에게도 아이가 없었고, 셋째 아들인 클레런스 공작(윌리엄 4세)는 20년 가까이 도로시아 조단이라는 애인과 가정을 이루고 있었느나, 섭정은 무시하고 결혼 상대를 찾았다.
1818년, 53세의 왕자는 26세의 애들레이드 공녀와 결혼하여, 생활비가 싼 하노버에서 살기 시작했다. 1819년, 1820년에 걸쳐 두 딸을 낳았으나 어려서 죽고, 부부는 하노버를 떠나 런던으로 이주했다. 그 이후에는 아이를 낳지 못했고, 상심한 그녀는 남편의 서자들(도로시아가 낳은 10명의 아이들)을 귀여워했다.
1830년, 남편 윌리엄이 즉위해서, 왕비가 되었다.
1837년에 윌리엄 4세가 사망하고, 조카뻘인 조지 3세의 넷째 아들 켄트 공작 에드워드의 외동딸 빅토리아가 즉위한 뒤로는 태후(Queen Dowager)의 칭호를 받았다.